# Perry Jones
Perry Thomas Jones (ur. 22 czerwca 1890 w Etiwandzie, Kalifornia, zm. 16 września 1970 w Los Angeles) – amerykański działacz sportowy związany z tenisem.

## Życiorys
Przez ponad 25 lat był prezydentem Stowarzyszenia Tenisowego Południowej Kalifornii, kierował także wielkim turniejem tenisowym w Los Angeles (Pacific Southwest Championships). Koordynował szkolenie tenisowe w Kalifornii, dzięki czemu odkryto wiele talentów sportowych; opiekował się karierami zawodniczymi m.in. Jacka Kramera, Billie Jean King, Dennisa Ralstona. W latach 1958–1959 był kapitanem reprezentacji USA w Pucharze Davisa; powołał Peruwiańczyka studiującego na Uniwersytecie Kalifornii Południowej Alexa Olmeda do zespołu amerykańskiego (było to możliwe, ponieważ Olmedo nie wystąpił wcześniej w barwach Peru). Kontrowersyjna nominacja była trafnym posunięciem, Olmedo przyczynił się do zdobycia Pucharu Davisa w 1958 (w finale Amerykanie pokonali Australijczyków).
Perry Jones, nazywany popularnie Mr. Tennis lub Perry T., krótko przed śmiercią w 1970 został uhonorowany miejscem w Międzynarodowej Tenisowej Galerii Sławy.